# Hank McDowell
Hank Leigh McDowell (Memphis, 13 novembre 1959) è un ex cestista statunitense, professionista nella NBA, in Italia e in Spagna.

## Carriera
Venne selezionato dai Golden State Warriors al quinto giro del Draft NBA 1981 (102ª scelta assoluta).

## Palmarès
- All-USBL Second Team (1987)
- Miglior rimbalzista USBL (1987)